# Archäologische Gesellschaft der Hansestadt Lübeck

Signet der Archäologischen Gesellschaft Lübeck auf Jutetragetasche

Die Archäologische Gesellschaft der Hansestadt Lübeck ist ein eingetragener Verein mit Sitz in Lübeck, der sich dem Schutz der Bodendenkmale und ihrer Erforschung verschrieben hat.

## Entstehungsgeschichte
Die Gründung erfolgte am 23. April 1996 und hat den Status eines gemeinnützigen Vereins. Sie wurde zwischenzeitlich eine Tochtergesellschaft des Vereins Gesellschaft zur Beförderung gemeinnütziger Tätigkeit („Die Gemeinnützige“) in Lübeck. Ihre Mitgliederzahl wuchs von etwas über 50 im Gründungsjahr auf  fast 200 bis März 2014 an.
Der Gesellschaft gehören neben hauptberuflichen Archäologen auch viele an der Archäologie interessierte Bürger aus Lübeck und auch des weiteren Umlands an. Vorsitzender der Gesellschaft ist der Archäologe Alfred Falk.

## Aufgaben
Der Verein widmet sich dem Schutz der Bodendenkmale und ihrer Erforschung durch Vorträge und Exkursionen. Sie unterstützt darüber hinaus den Bereich Archäologie der Stadtverwaltung der Hansestadt Lübeck personell und finanziell. Neben Flyern für die kurze Information über archäologisch bedeutsame Stätten in Lübeck gibt sie auch eine Jahresschrift heraus, die über den Stand der archäologischen Forschung in Lübeck berichtet. Die Jahresschrift soll zukünftig um Beihefte ergänzt werden.
Zu den größten Erfolgen gehörte bisher die Errichtung eines archäologischen Museums im Jahr 2005 im Beichthaus des Burgklosters in Lübeck. Dieses Museum wurde allerdings 2011 wieder geschlossen. Seine Arbeit wird nur zum Teil durch das im Jahr 2015 eröffnete Europäische Hansemuseum fortgeführt.

## Jahresschriften
Bisher sind die folgenden Jahresschriften erschienen:
- Band 6: Beichthaus, Turnhalle, Atelier und Museum – Ein Bauwerk und seine Geschichte (2011)
- Band 5: Curiosa Archaeologica – Ungewöhnliche Einblicke in die Archäologie (2004)
- Band 4: Fakten und Visionen – Die Lübecker Archäologie im letzten Jahrzehnt (2002)
- Band 2–3: Mit Gugel, Pritschholz und Trippe – Alltag im mittelalterlichen Lübeck (1999)
- Band 1: Geschichte der Lübecker Archäologie (1997)